# Port lotniczy Arad
Port lotniczy Arad – położony 3 km na zachód od Arad, w zachodniej Rumunii, w historycznym regionie Siedmiogród. Port lotniczy położony jest 60 km na północ od Portu lotniczego Timișoara.

## Kierunki lotów i linie lotnicze
| Linia lotnicza    | Kierunek                      |
| ----------------- | ----------------------------- |
| Corendon Airlines | Sezonowe czartery: 1. Antalya |